# Junya Sano
Junya Sano (Shizuoka, Japón, 9 de enero de 1982) es un ciclista japonés.

## Palmarés
2010
- 1 etapa del Tour de Kumano

2011
- 1 etapa del Tour de Hokkaido
- 2.º en el Campeonato de Japón Contrarreloj

2012
- 2.º en el Campeonato de Japón Contrarreloj

2014
- 2.º en el Campeonato de Japón Contrarreloj
- Campeonato de Japón en Ruta

2016
- 2.º en el Campeonato de Japón Contrarreloj

2017
- 2.º en el Campeonato de Japón Contrarreloj
- Tour de Okinawa

2018
- 1 etapa del Tour de Kumano
- 2.º en el Campeonato de Japón en Ruta